# Todds baardkoekoek
De Todds baardkoekoek (Malacoptila semicincta) is een vogel uit de familie Bucconidae (baardkoekoeken). De Nederlandse naam verwijst naar de Amerikaanse ornitholoog Walter Edmond Clyde Todd die deze vogel in 1925 voor het eerst geldig heeft beschreven.

## Verspreiding en leefgebied
Deze soort komt voor in het westelijk Amazonebekken in zuidoostelijk Peru, westelijk Brazilië en noordwestelijk Bolivia.

## Status
De grootte van de populatie is niet gekwantificeerd maar de soort wordt omschreven als niet algemeen voorkomend. Op de Rode lijst van de IUCN heeft deze soort de status niet bedreigd.